# Château de Roquepiquet
Le château de Roquepiquet se situe sur une terrasse en bordure du ruisseau le Petit Tolzac ou Tolzac de Verteuil, à 1500 mètres à l'est de Verteuil-d'Agenais, dans le département de Lot-et-Garonne et la région Nouvelle-Aquitaine.

## Histoire
Le document le plus ancien conservé concernant le château de Roquepiquet est daté du 19 novembre 1470. Le repaire de Roquepiquet devait être abandonné depuis la fin de la guerre de Cent Ans. Dans cet acte, noble et puissant seigneur Arnaud de Caumont, seigneur baron de Lauzun, Tombebœuf, Monbahus, Verteuil, Puyguilhem, Puymilcan, coseigneur de Virazeil et de Saint-Barthélémy, donne sous forme d'arrentement à noble Mathurin de Gervain, damoiseau, habitant la paroisse de Saint-Pierre-d'Excideuil dépendant du diocèse de Poitiers, la maison noble ou repaire de Roquepiquet, cinquante concades de terres labourables, vingt-cinq journaux de prés sur la rivière Tolzat et tous les biens qui dépendent de cette  maison noble. À chaque changement de seigneur dominant, la vassal doit lui offrir une paire de gants. Il doit lui payer une rente annuelle de  cent sous. Mathurin de Gervain prend l'engagement  d'améliorer,  de cultiver les biens de Roquepiquet et de quitter le Poitou pour s'établir à Roquepiquet. 
Ce type d'acte était courant dans les années 1470 car il fallait remettre en exploitation les biens abandonnés pendant la guerre de Cent Ans et réparer les désastres qui en avaient résulté en Agenais.
L'acte de 1470 ne permet pas de dire si la maison noble de Roquepiquet est fortifiée à cette date. Pendant les guerres de Religion, avant 1584, l'arrière-petit-fils de Mathurin de Gervain, Gabriel de Gervain, a fortifié la maison noble en l'entourant de fossés, avec pont-levis, créneaux, mâchicoulis, canonnières et guérites. Ces modifications on déplu au seigneur de Verteuil, son suzerain. L'affaire a été arrangée par le roi de Navarre auprès duquel s'était engagé un des fils de Gabriel de Gervain, du parti protestant. Jusqu'à Gabriel de Gervain, les seigneurs successifs ont été Mathurin de Gervain, puis Pierre, et ensuite Bertrand.
Des contestations naissant fréquemment en Agenais entre le clergé, la noblesse et le tiers-état, le roi a décidé de faire un règlement général. Il a confié cette affaire à la  cour des aides de Paris. L'Agenais étant un pays d'état, la cour a décidé que les tailles seront réelles et non personnelles. La  cour des  aides de Paris a alors envoyé Nicilas de Netz, conseiller à la  cour, pour juger des cas. Un arrêt concernant Roquepiquet est donné le 5 avril 1606. Nicolas de Netz a jugé que Roquepiquet n'était pas un bien noble cas le contrat de 1470 avait prévu le paiement d'une rente annuelle de cent sous, ce qui pour lui faisait perdre la nobilité des biens. Jean de Gervain, fils de Gabriel, a fait appel de ce jugement le 20 février 1608. L'affaire n'était pas encore jugée en 1612 à la mort de Jean de Gervain. La cour des aides de Guyenne ayant été rétablie en 1552, Gabriel de Gervain,  fils de Jean, a porté l'affaire devant lui. Le rapporteur est Louis Eyquem. L'arrêt du 22 février 1656 a décidé que les terres n'étaient pas nobles. L'arrêt final du 11 mai 1657 déclarait noble le château de Roquepiquet et ses préclotures.
La  chapelle funéraire a probablement été construite par Jean de Gervain (1633-1681).
On apprend par un acte passé le 16 décembre 1691 que Marie de Gervain de Roquepiquet, dame de Grateloup, fait don de ses biens de Lafaurie à son frère, Paul de Gervain, écuyer, seigneur de Roquepiquet, vivant au château de Roquepiquet
Un devis de 1739 dressé par le chevalier de Roquepiquet, ingénieur du roi, prévoit des aménagements intérieurs et extérieurs afin « de rendre la maison commode et les dehors gracieux ». On ne sait pas si ce devis a été exécuté car seule la pièce appelée chambre de Madame de Gervain a un décor du XVIIIe siècle, ainsi que la façade du pavillon d'entrée au jardin à l'ouest, prévu dans les travaux, datée 1740.
À partir du milieu du XIXe siècle des campagnes de restauration ont été entreprises qui ont donné un aspect néo-gothique au château. Une tour circulaire hors-œuvre est construite dans l'angle sud-est au cours de la première campagne, par l'architecte Léopold Payen, vers 1860. La surélévation de la tour d'entrée au nord-ouest et le couronnement des lucarnes son légèrement postérieurs. 
Jean Gabriel Émile de Gervain (1816-1896) a été maire de Verteuil-en-Agenais en 1864, conseiller général du Lot-et-Garonne et a résidé au château de Roquepiquet. N'ayant pas de postérité, il a légué le château à son  neveu Pierre Henri Gabriel de Gervain (1870-1911). Ce dernier était marié en 1900 à Henriette Cruse (1878-1979) décédée au château de Roquepiquet. Le château a été transmis à sa fille et son gendre, Maurice Harlé (1899-1988).
Une deuxième campagne est dessinée dès 1866 par l'artiste archéologue Léo Drouyn. Elle n'est entreprise qu'au début du XXe siècle, à la demande de Pierre de Gervain, par l'architecte Lucien Dubarry de Lassalle avec la construction de la tour carrée sud-ouest et de la terrasse sud, l'harmonisation des façades et la réalisation du décor intérieur. On peut voir la  date de 1908 sur la tourelle sud.
Le parc et les jardins avec orangerie et serre ont été recomposés par les architectes paysagistes Denis et Eugène Bühler en 1857 et Édouard André en 1902-1904.
Le château a été inscrit au titre des monuments historiques le 16 septembre 1997,